# 370
Évszázadok: 3. század – 4. század – 5. század
Évtizedek: 320-as évek – 330-as évek – 340-es évek – 350-es évek – 360-as évek – 370-es évek – 380-as évek – 390-es évek – 400-as évek – 410-es évek – 420-as évek
Évek: 365 – 366 – 367 – 368 –  369 – 370 – 371 – 372 – 373 – 374 – 375

## Események

### Római Birodalom
- I. Valentinianus és Valens császárokat választják consulnak.
- Valentinianus halálbüntetés terhe mellett megtiltja a rómaiak és barbárok házasságát.
- Valentinianus tárgyalásokat folytat a burgundokkal egy szövetségről az alemannok ellen. Bár a szövetség a császár gőgös viselkedése miatt nem jön létre, az alemannok megriadnak és elvonulnak területeikről. Flavius Theodosius Raetiából rájuk támad és győzelmet arat felettük. A foglyul ejtett alemannokat Észak-Itáliában telepíti le.
- Valentinianus elválik feleségétől, Marina Severától és nőül veszi a trónkövetelő Magnentius özvegyét, Iustinát.
- A szászok betörnek Észak-Galliába, de a rómaiak megsemmisítik fosztogató seregüket.
- Az évek óta perzsa fogságban sínylődő II. Arszakész örmény király látogatója tőrével öngyilkosságot követ el.
- Valens császár támogatásáról biztosítja Arszakész fiát, Papaszt és Terentius dux kíséretében visszaküldi Örményországba.
- A perzsák hosszas ostrom után elfoglalják Artogerassa várát, zsákmányul ejtik a királyi kincstárat, Arszakész foglyul ejtett özvegyét, Pharantzemet pedig megerőszakolják és meggyilkolják.
- II. Sápur perzsa király igyekszik a maga oldalára állítani Papaszt, aki elküldi neki néhány renegát fejét.
- Terentius dux visszaülteti a kaukázusi Ibéria trónjára a Róma-barát II. Szauromakészt. A perzsák báburalkodója, III. Mithridatész megtarthatja az ország északkeleti részét.
- Meghal Eudoxiosz konstantinápolyi pátriárka. Utódjául az ariánusok Démophiloszt, míg az ortodoxok Evagrioszt választják meg. Valens császár az utóbbit száműzi.

### Kína
- A Korai Csin állam hadserege betör a hszienpej vezetésű Korai Jen állam Luojang tartományába és legyőzi azok jóval nagyobb létszámú, de alacsony morálú seregét. Jen császárát, a 20 éves Murong Vejt elfogják, de miután megadásra szólította fel tisztviselőit és kormányzóit, szabadon engedik és befogadják Csin arisztokratái közé. Korai Csin annektálja Korai Jent.

## Születések
- I. Alarik, vizigót király
- Claudius Claudianus, római költő
- Alexandriai Hüpatia, neoplatonista filozófus (bizonytalan időpont, más források szerint 350 körül született)

## Halálozások
- Eudoxiosz, konstantinápolyi pátriárka
- Szent Lucifer, Cagliari püspöke
- II. Arszakész, örmény király
- Pharantzem, örmény királyné
- Valentinianus Galates, Valens császár fia

## Fordítás
- Ez a szócikk részben vagy egészben  a(z)   370 című angol Wikipédia-szócikk ezen változatának fordításán alapul.  Az eredeti cikk szerkesztőit annak laptörténete sorolja fel. Ez a jelzés csupán a megfogalmazás eredetét és a szerzői jogokat jelzi, nem szolgál a cikkben szereplő információk forrásmegjelöléseként.